# Iris marsica
Il giaggiolo della Marsica (Iris marsica I.Ricci e Colas., 1974) è una pianta della famiglia delle Iridaceae. Si tratta di una pianta erbacea perenne rizomatosa. Rappresenta un endemismo presente nell'area del parco nazionale d'Abruzzo, Lazio e Molise e dell'Appennino centrale. La specie è a rischio estinzione ed è simile per struttura e colori al Giaggiolo maggiore, anch'esso presente nell'area dell'Appennino centrale, coltivato per fini ornamentali.

## Descrizione
Piante perenne che raggiunge un'altezza di 65 cm. Il rizoma sotterraneo e nodoso produce ogni anno nuove foglie e assi fiorali che si allungano fino al punto di fioritura. I fiori, inodori e singoli, assumono la forma di una falce. Il perianzio presenta parti colorate di blu, violetto ed anche celeste. Lo stelo è esile e le foglie sono di colore verde chiaro.
Il periodo di fioritura va da maggio a giugno quando la temperatura media oscilla tra i 17,8 e i 12,2 °C.

## Distribuzione e habitat
L'habitat ideale di Iris marsica è rappresentato dai pascoli aridi o prati e cespugli tra i mille e i 1.800 metri slm.

## Tassonomia
La pianta è stata descritta da Ignazio Ricci (1922-1986) e Maria Antonietta Colasante in Annali di Botanica, vol. 32, nel 1973, mentre il testo è stato pubblicato nel 1974. Iris marsica è il nome accettato dalla Royal Horticultural Society.
Fa parte della famiglia delle Iridaceae.